# Jehay
Jehay (wa. Djihé) – dzielnica (section) gminy Amay w Belgii, w Regionie Walońskim, w prowincji Liège, w okręgu Huy. 1 stycznia 2020 roku liczyła 1414 mieszkańców. Do 31 grudnia 1976 r. samodzielna gmina. 
Przez teren dzielnicy przebiegają drogi N614 i N684.